# آینسوردت رند اسپوفورد

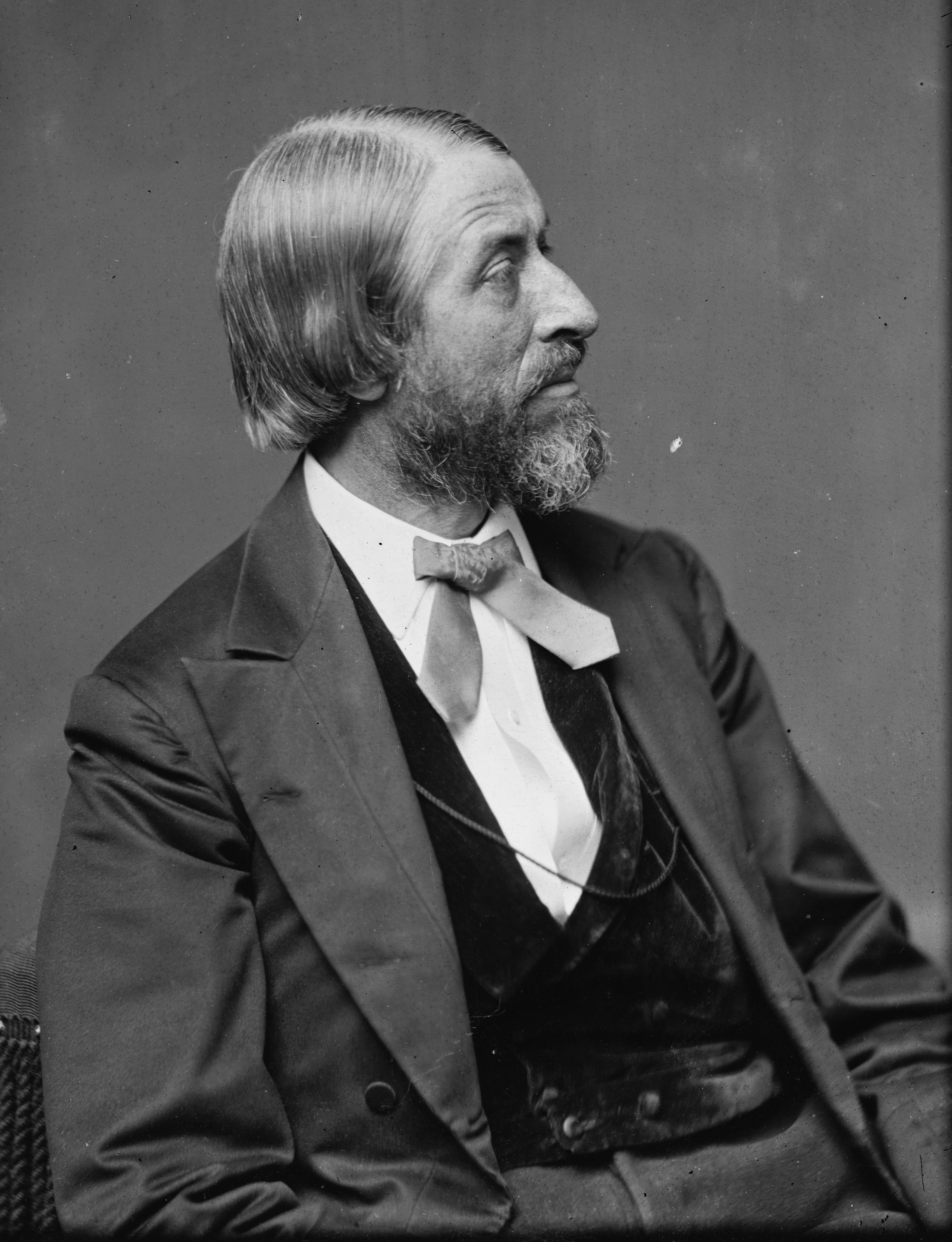
آینسوردت رند اسپوفورد

آینسوردت رند اسپوفورد (انگلیسی: Ainsworth Rand Spofford؛ ۱۲ سپتامبر ۱۸۲۵–۱۱ اوت ۱۹۰۸) ششمین کتابدار کتابخانه ملی کنگره آمریکا بود. وی از سال ۱۸۶۴ تا ۱۸۹۷ عهده‌دار این سمت بود.